# 機神飛翔デモンベイン
『機神飛翔デモンベイン』（きしんひしょうデモンベイン）は、2006年5月26日にニトロプラスより発売した一般向け（15歳以上推奨）PCゲーム。2003年に発売された18禁PCゲーム『斬魔大聖デモンベイン』および2004年に発売された同作のPlayStation 2版『機神咆吼デモンベイン』の続編で、今回は従来のADV形式とは異なり、3Dアクションゲームパートを加えた構成となっている。前作と同様にクトゥルー神話の用語などが登場する。今回は前作と同様のノベルゲーム形式で進行する「ノベルパート」と、鬼械神（デウス・マキナ）同士の3Dアクションバトルを行い進行する「アクションパート」から成るノベル+3Dロボットアクションゲームとなっている。
通常版とDX版があり、DX版には特典としてミニゲームディスク『都心復興デモンベイン』、O.S.T『Fabula Adamas』、特製ビジュアルブック『機神飛翔特別図書館』が同梱されている。

## ストーリー
かつて、覇道財閥の開発した巨大ロボット・デモンベインにて大導師マスターテリオン率いるブラックロッジの陰謀を撃ち破り、邪神によって歪められた因果を正した主人公・大十字九郎と相棒アル・アジフは、新しく生まれ変わった世界で魔導探偵として活躍していた。
ある日、若き覇道財閥当主・覇道瑠璃の依頼で、連日アーカムシティで多発している、謎の血が起こす怪事件を調査していた二人の前に、赤いドレスの少女アナザーブラッドと、それを追う二闘流（トゥーソード / トゥーガン）の異名を持つ少年が現れる。九郎とアルの前に現れる血塗れのデモンベイン。そして、本来この世界に存在する筈の無いかつての世界のアンチクロスの復活。それは新たなる戦いの始まりだった。

## キャラクター

### 魔導探偵
大十字九郎（だいじゅうじ くろう）
声 - 伊藤健太郎
本作の主人公。かつて、最強の魔導書にして相棒のアル・アジフと共にデモンベインで悪の秘密結社ブラックロッジと戦った探偵兼魔術師の青年。前作では仕事の無い貧乏探偵として食うや食わずの生活を送っていたが、本作では通称「魔導探偵」として覇道財閥の依頼の下、アーカムシティで起こっている怪事件を調査している。かつての世界でアンチクロスの一人であるネロ（エンネア）から譲り受けた二挺拳銃（クトゥグア&イタクァ）を愛用。
アル・アジフ
声 - 神田理江
九郎の相棒（パートナー）。その正体は魔導書「ネクロノミコン」の原書（オリジナル）「アル・アジフ」が長き年月の果てに肉体と魂を得た化身、精霊である。可憐な見た目とは裏腹に性格は傲岸不遜。戦闘時には九郎を「マギウススタイル」という超人形態に変身させ、自身はちびアルとなって九郎に付き従う。

### 覇道財閥
覇道瑠璃（はどう るり）
声 - 麻見順子
覇道財閥の若き総帥。九郎の雇い主で、財閥の創始者である祖父・覇道鋼造（声 - 上別府仁資）から帝王学を学んだ才色兼備のお嬢様。前作では亡き鋼造から財閥とデモンベインを受け継いでいたが、本作では世界の修正に伴い、総帥の座は存命している父親の兼定に母親のエイダ（オーガスタ・エイダ・覇道（旧姓はオーガスタ・エイダ・ダーレス））（声 - 麻見順子）と20年越しのハネムーンに行くからという理由で暫定的に押し付けられている。
ウィンフィールド
声 - 子安武人
瑠璃に仕える執事。常に陰から瑠璃をサポートしている。冷静沈着で優秀な執事だが、自慢のボクシングを使い戦闘もこなす。前作ではアンチクロスの一人であるティトゥス（声 - 中田譲治）と互角以上に渡り合った。
チアキ、ソーニャ、マコト
声 - 茂呂田かおる（チアキ）、こおろぎさとみ（ソーニャ）、浅川悠（マコト）
瑠璃に仕えるメイドたち。それぞれ個性的な性格をしている。メイドの一人チアキはエイダの弟子。

### 新キャラクター
二闘流（トゥーソード / トゥーガン）九朔（くざく）
声 - 斎賀みつき
今回の怪事件に現れた謎の少年。一人称は「我」。二挺拳銃と二刀流を使い分けることから「二闘流（トゥーソード / トゥーガン）」の異名を持つ。鬼械神であり2体目のデモンベインである「デモンベイン・トゥーソード」を招喚する。彼の持つ二挺拳銃は、九郎の持つクトゥグア（モーゼル）とイタクァ（マテバ）に酷似した物であることが確認されている。
本名は大十字九朔。別の世界で旧神となった九郎とアルの実の息子である。九郎とアルは生まれた九朔だけは幸せになってもらいたいとデモンベインを使い別世界の覇道財閥へ預けたが、それでも両親と一緒に暮らしたかったと多少ながら恨んでいた。母・アルに対しては思慕の情があるが、九郎の事は、自分が思い描いていた人物（優しく力強い）と大分かけ離れていた（破天荒で行き当たりばったり）ため、父親とは認めていない。
アナザーブラッド
声 - 神田理江
九郎たちの前に現れた紅いドレスの少女。一人称は「私（わたくし）」。鬼械神であり3体目のデモンベインである「デモンベイン・ブラッド」を招喚する。アル・アジフをお母様と呼ぶが、その意図はもっと深い所にあるらしい。九朔とは旧知の仲。「アナザーブラッド」というのはあくまで通称であり、本人はこう呼ばれることをとても嫌っている。
ネクロノミコン血液言語版。その正体は、九朔の“悪”をナイアルラトホテップが取り出し、肉体を与えた存在。つまり大十字九朔の半身であり、もう一人の大十字九朔（本名も二闘流と同じ大十字九朔）。極限状況では中途半端な存在だったトゥーソードを完全に至らせる最後のピースでもある。
ラバン・シュリュズベリイ
声 - 大塚明夫
魔術師。一人称は「私」。魔導書「セラエノ断章」の写本を所持し、魔翼機「バイアクヘー」を駆り、鬼械神「アンブロシウス」を招喚する。ハスターの風を操り邪悪な怪異や邪神崇拝集団と日夜闘う邪神ハンターでもある。常にサングラスをかけている。かつてミスカトニック大学で教鞭をとったことがあり、九郎も彼の薫陶を受けた経験があるらしい。
名前の由来はオーガスト・ダーレスの連作小説『永劫の探求』シリーズの主人公から。
ハヅキ（葉月）
声 - 氷青
魔導書「セラエノ断章」の精霊。一人称は「私」。本体はシュリュズベリイが自らセラエノの石版の欠片を書き写した写本である。性格は非常にクール。シュリュズベリイの魔力を使って化身している為、名実共に生みの親とも言える彼を「ダディ」と呼ぶ。
アズラッド
声 - 置鮎龍太郎
前作『斬魔大聖』または『機神咆吼』より更に以前の話である小説『機神胎動』の主人公。一人称は「私」。九郎以前のアル・アジフの契約者の一人であり、己の妻を殺した魔術師を復讐の為に追っていた。九郎ほど飛びぬけた魔術の才能は無いが、「バルザイの偃月刀」を使った近接戦闘を得意とする。既に死亡している筈なのだが、アンチクロス同様にこの世界に現れ、鬼械神「アイオーン」を駆って九郎たちと共に戦う。
ミスカトニック大学の三博士（ヘンリー・アーミティッジ、フランシス・モーガン、ウォーラン・ライス）
声 - 山崎たくみ（ヘンリー・アーミティッジ、フランシス・モーガン）、川村拓央（ウォーラン・ライス）
ミスカトニック大学隠秘学科の教授たち。博士のひとり、アーミティッジは学生時代の九郎の大学での後見人もしており、前世界では覇道鋼造と共にデモンベインの動力源である銀鍵守護神機関「獅子の心臓（コル・レニオス）」の開発にも関わっていた。ハワード・フィリップス・ラヴクラフトの小説『ダニッチの怪』で旧支配者の落とし子を倒している。

### アンチクロス
前作に登場したブラックロッジの7人の大幹部。全員がローマ皇帝の名を持つ魔術師であり、それぞれ専用の鬼械神を持つ。以前の世界では九郎とアルの駆るデモンベインによって全滅したのだが、なぜ今の世界に彼らが現れたのかは不明となっているが、復活した可能性が高い。6人の詳細は『斬魔大聖デモンベイン』を参照。
ネロ
声 - 成瀬未亜
7人目のアンチクロスで紅一点。「暴君」の異名を持つ魔術師。一人称は「ネロ」若しくは「私」。魔導書「無名祭祀書」を所有し、鬼械神「ネームレス・ワン」を招喚する。歪んだ因果を修正した世界ではマスターテリオンと同様に存在しない（少なくとも地球上には）はずなのだが。

### その他
マスターテリオン
声 - 緑川光
前作にて魔術結社ブラックロッジを率いていた大導師（グランドマスター）にして最強最悪の魔人。怜悧な美貌と絶大な魔力を持つ。エセルドレーダと共に大十字九郎とアル・アジフの間で死闘を繰り広げるが最終決戦にて敗れる。本来、アンチクロスともども修正された世界で彼が存在するはずはないのだが。
エセルドレーダ
声 - 神田理江
最古の魔導書「ナコト写本」の化身。主人であるマスターテリオンに絶対的な忠誠心を持っている。
ライカ
声 - 黒河奈美
九郎が世話になっているシスター。街の片隅にある教会で身寄りの無い子供たちと暮らしている。面倒見の良い女性ではあるが、妄想癖があるのが唯一の難点。前作から登場しているが、本作からはコスチュームが一新されている。
ジョージ、アリスン、コリン
声 - 折笠愛（ジョージ）、斎賀みつき（コリン）、氷青（アリスン）
ライカの教会で暮らす孤児たち。ジョージとコリンはいたずら少年コンビで九郎を呼び捨てにしながらからかっており、アリスンは九郎のことを「九郎お兄ちゃん」と呼びながら心配している少女。
ドクター・ウェスト
声 - 山崎たくみ
破壊ロボなど奇天烈な発明品で騒ぎを起こすマッドサイエンティスト。破壊ロボに乗った彼が生身の九郎に二挺拳銃だけで倒された事から九郎をライバル視している。お供に人造人間のエルザを連れている。また、場の空気を読まないことがほとんどであり、時にはそれにより御都合主義（デウス・マキナならぬデウス・エクス・マキナ）や邪神の計略すらもブッチ切るトンデモっぷりを巻き起こす。
エルザ
声 - 佐藤美佳子
ドクター・ウェストが開発した人造人間。見た目は人間の少女。一人称は「エルザ」で、語尾に「ロボ」と付けるのが特徴で、その他戦闘に手がけ多数の武器を扱う。なぜか九郎に惚れている。
ネス警部、ストーン警部補
声 - 中多和宏（ネス）、川村拓央（ストーン）
このシリーズのでこぼこコンビというべき存在で治安警察に所属する。昼行灯の上司であるネスと熱血漢の部下であるストーンで構成されている。前作からドクター・ウェストの巻き起こす騒動に奔走させられており、九郎を正義の味方と呼ぶ。
■■■■■■■■■■（N#%rl？t⊿§∑ep）（人間には発音不能）
声 - 折笠愛・若本規夫
世界を玩具にするだけに留まらず、邪神すら手玉にとる最悪の愉快犯。前作で九郎達に敗れてから、修正された今回の世界には干渉出来ないようになっていたのだが。
正体は邪神ナイアルラトホテップ。再び九郎たちの世界に現れるために、九朔とアナザーブラッドを利用していた。
「旧神」（きゅうしん）
声 - 伊藤健太郎、神田理江
エルダーゴッド。最も古くから邪神と戦い続けて来た最も新しい善なる神。五芒星の魔法陣・旧神の印（エルダーサイン）を象徴としている。

## 鬼械神 -デウス・マキナ-

### デモンベイン (Demonbane)
かつて大十字九郎とアル・アジフが搭乗した最弱無敵の鬼械神（デウス・マキナ）。全高は55.5m（29.0598cubit）、重量は4254t（850.8mct）。
従来の鬼械神とは異なり、殆どの部分が人の手で作られた鬼械神の模造品であるため基本性能だけを見れば極めて低いものの、魔力を消費せずに現界できるという神の性質を持つ。脚部に装着された時空間歪曲シールド「ティマイオス」「クリティアス」が物理法則を越えるパワーを発揮する。通常武装は頭部のバルカンのみだが、脚部シールドのエネルギーを使った蹴り「アトランティス・ストライク」や、右掌に内蔵されたヒラニプラ・システムにより無限熱量で敵を撃破する「レムリア・インパクト」は正しく必殺、必滅の威力を持つ。他にもアル・アジフに記述された数多くの武器を使用した。
前作の最終決戦の後、九郎を元の世界へ戻すため、動力炉である銀鍵守護神機関「獅子の心臓」の全エネルギーを解放し次元移動ゲートを発生させ、完全に機能停止した。その後、紆余曲折を経て歴史のメビウスリンクを解かれ修正された世界の地球のアリゾナ砂漠地帯に墜落し、そのまま回収されずに風化の一途を辿っていた筈だが、何故か未完成状態で覇道邸の地下格納庫にあり、九郎とアルに召喚された後ドクター・ウェストの破壊ロボによって完成させられた。

#### 内蔵武器
頭部バルカン（バルカン砲）
一応、戦車でも落とせなかった量産型破壊ロボを容易く落とせる威力はあるが鬼械神相手には全く効果がなく、弾幕として使われている。
アトランティス・ストライク
脚部のシールド「ティマイオス」及び「クリティアス」によって時空間を歪曲し生じた反発エネルギーを蹴りで叩き込む近接粉砕呪法。飛び蹴りや回し蹴り、踵落とし等の多彩なパターンがある。かなりの威力を持ち、直撃すれば鬼械神と言えどもただではすまない。アニメ版「機神咆吼」では使用時に一部変形するが、変形しないのがオリジナル。
レムリア・インパクト
デモンベイン最大の必殺武器。動力炉「獅子の心臓」を右掌のヒラニプラ・システムと直結、別の宇宙より取り出した無限熱量を相手に直接叩き込む第一近接昇華呪法。通常はシステムが凍結封印されているが、有事の際に瑠璃のナアカル・コードによる承認によって使用可能になる。最も多くの鬼械神を倒した必滅技である。

#### アル・アジフの断片から召喚する武器
アトラック・ナチャ
頭部の緑色のフレアを魔力によって操作し、蜘蛛の糸のように相手を絡め取る。
バルザイの偃月刀
「魔法使いの杖」でもある異形の大剣を召喚する。魔力を通せば灼熱の刃となり、また展開する事で投擲武器にもなる。
ニトクリスの鏡
幻影を生み出すのが基本だが、応用として機体そのものにミラーコーティングを施す等の使い道がある。
ロイガー&ツァール
二振りの小剣。組み合わせる事で十字型の投擲武器になる。『斬魔大聖』では名前のみの登場だったが、移植版『機神咆吼』本編とPS2版の本作に付属しているOVA（時系列は第7話と第8話の間にあたるストーリーとなっている）で登場し、本編ではヨグ＝ソトース突入時にクトゥグア＆イタクァに代わり登場した。今作では使われることは無かったが、代わりにデモンベイン・トゥーソードが使用している。
クトゥグア&イタクァ
自動拳銃クトゥグアと回転式拳銃イタクァ。それぞれ旧支配者の力を借りており、クトゥグアは爆炎を纏う強大な威力の弾丸を、イタクァは風の属性を持ち発射後も魔力による精密誘導が可能な弾丸を発射する。更に弾丸を加工する事で神威を顕現させた神獣弾を発射できる。
シャンタク
背部に召喚する飛行ユニット。この翼によってデモンベインは空中を飛べる。シャンタクの飛行速度は術者の移動の意志に比例するため、光速度レベルでの飛翔も可能である。通常飛行スピードはメタトロンより少し速い。

#### 番外
シャイニング・トラペゾヘドロン
第零封神昇華呪法（最終必滅兵器）。ゲーム版ではマイクロブラックホールを介して召喚される。内部に煮えたぎる混沌の宇宙、アザトースの庭を数多の平行宇宙によって封じたデモンベイン窮極の武装。打ち抜いた相手をこの中へと封じる。輝くトラペゾヘドロンが破壊された時、最大最悪の邪神アザトースが開放され、宇宙が滅ぶ。尚、設定上本体は中央部の結晶体であり、剣もしくは神柱と称される大部分はシャイニングトラペゾヘドロンの納められた箱が使用者たるデモンベインの機体に合わせて変形した物となっている。
本作品中においては、隠しエンディングで召喚（2周目限定）。その力を用いることで、並行世界から無数の「存在しうる可能性のあるすべてのデモンベイン」を一斉に召喚してレムリア・インパクトを放つ「レムリア・インパクト零零零式（アイン・ソフ・オウル）」を使用し、ラスボスであるナイアと彼女が創り出した異空間ごと粉砕した。
レムリア・ダブル・インパクト
デモンベイン・トゥーソードとの合体攻撃。スーパーロボットのお約束ともいえる技。

### デモンベイン・トゥーソード (Demonbane Twosword)
デモンベインに酷似した巨大ロボットで九朔が招喚する鬼械神。頭部形状と脚部シールドの位置が異なる。「アトランティス・ストライク」や「レムリア・インパクト」をはじめ、「ロイガー&ツァール」や「クトゥグァ ＝イタクァ」といった呪法兵装もデモンベインと同じものが使用可能。バルザイの偃月刀は使用されていないが、これは搭乗者の戦闘スタイルが影響しているものと思われる。マスターテリオン曰く三位一体では無い為、本家デモンベインと比べると手応えが無いらしく、エセルドレーダがおらずこちらも三位一体でもないリベル・レギスにあっさり敗北した。

### アンブロシウス (Ambrosius)
ラバン・シュリュズベリイが搭乗する鬼械神。魔導書「セラエノ断章」から招喚される。賢者の鎌を振るい、風の呪法兵装を操り高機動戦闘を行う。頭部は魔翼機「バイアクヘー」として単独での運用が可能であり、普段はこちらの形態でシュリュズベリイを乗せている。
特徴は鬼械神としては初めての可変機構（リベル・レギスは除く）。かなり複雑そうな変形なのだが、設定資料集では特に変形手順は公開されていない。
同じく「セラエノ断章」から招喚され、アンチクロスの一人であるクラウディウス（声 - 今井由香）が駆る鬼械神「ロードビヤーキー」（全高は42.1m（22.043cubit）、重量は1856t（371.365mct））とは格が違うとハヅキは主張している。

### アイオーン (Aeon)
アル・アジフが本来招喚する鬼械神。全高は55.5m（29.0598cubit）、重量は5575t（1075mct）。
前作プロローグでのリベル・レギスとの戦闘で敗北した際に完全に破壊された。数ある鬼械神の中でも最高位の力を持つとされている。その代償か、術者の力量が追いつかない、或いは魔力が足りないと容赦なく命を削り出力を捻り出す、術士殺しの鬼械神でもある。今作ではアズラッドが招喚し、搭乗する。
動力源である「アルハザードのランプ」の力を解放した灼熱呪法で敵を粉砕し、対霊狙撃砲で邪悪を焼き尽くす。

### デモンベイン・ブラッド (Demonbane Blood）
アナザーブラッドが喚び出す3体目のデモンベイン。外観は本来のデモンベインそのものだが、カラーリングが異なり赤に統一されている。禍々しい血風を纏い、血の呪法兵装を操り九郎達に襲い掛かる。

### リベル・レギス (Liber Legis)
マスターテリオンとエセルドレーダが搭乗した紅き鬼械神。魔導書「ナコト写本」から招喚される。全高は51.2m（26.808cubit）、重量は3339.9t（667.98mct）。
通常時は背部装甲によって全身が覆われているが、全力時には装甲は解放されて翼となり、真の姿を現す。前作の最終決戦において互いの最終奥義の呪法の撃ち合いに破れ、捩れた因果を断たれた後その役目を終えた。

### 破壊ロボ (Destroyer Robot)
ドクター・ウェストが開発した巨大ロボットの総称。基本的に純粋な科学と錬金術（と理不尽）によって開発されているため、鬼械神とは呼べない。正式名称は「スーパーウェスト無敵ロボ28號」で、バージョンによってほぼ毎回サブネームが付く。全高は81.7m（42.778cubit）、重量は13570t（2714mct）。
ドラム缶のような胴体に異常に短い足と、その逆に長い腕を四本持っている形態がデフォルトで、ミサイル、ビーム砲、破壊ビーム、そして何よりもドリルといった漢らしい武装を大量に搭載している。
一機目「28號スペシャル〜皇帝の紋章〜」はデモンベイン・ブラッドに破壊され、九郎達を唖然とさせた「ある装備」内蔵の二機目「蒼穹のスーパーウェスト28號DESTINY〜その力見せ付けろガグ！〜」は邪神の眷属であるウェイトリイにマウントポジションで殴り壊され、デモンベインのそれとそっくりな脚部を装備した三機目「スーパーウェスト無敵ロボ28號過渡期リファイン (Ver.Ka) 」は腕と足とドリルとその他もろもろの重要機関がことごとく千切れたらしいが、いずれも短期間であっさりと復活する。
余談だが、ゲーム中で最弱に近い性能を持っているものの、破壊ロボを操って勝利することが可能（2周目限定）。しかしながらその展開はナイアルラトホテップをもってしても予想できなかったため、そこでゲームは打ち切りとなり、数種類のパロディエンディングを見ることができる（ラストには前作アルルートのトゥルーエンディングのパロディも混ざっている）。

## 制作スタッフ
- 原画 - Niθ
- シナリオ - 鋼屋ジン
- サウンド - ZIZZ STUDIO
- 開発 - ニトロプラス

## 主題歌

### オープニングテーマ
「RISE ON GREEN WINGS」
作詞：Hassy / 作曲：村上正芳 / 歌：いとうかなこ

### エンディングテーマ
「ANGEL'S LADDER」
作詞：Hassy / 作曲：村上正芳 / 歌：いとうかなこ

### イメージソング
「Roar」
作詞：Hassy / 作曲：磯江俊道 / 歌：いとうかなこ
「神の摂理に挑む者達～魔を断つ剣は未だ折れず」
作詞：いとうかなこ・鋼屋ジン / 作曲：大山曜 / 歌：いとうかなこ

## 関連商品

### CD
- マキシシングルCD「ETHEREAL ECHO」（歌 - いとうかなこ）
  1. RISE ON GREEN WINGS
  2. ANGEL'S LADDER
  3. Roar
  4. RISE ON GREEN WINGS (inst ver.)
- サントラCD「Fabula Adamas 機神飛翔デモンベイン オリジナルサウンドトラック」
  - DX版同梱 / 一般発売

  1. RISE ON GREEN WINGS (Short ver.)
  2. 血の彩の夢を編む
  3. 血闘のアンビバレンス
  4. 血の薫り高き薔薇
  5. 遠く旧きより近く来たる唄
  6. Roar (Short ver.)
  7. DvsD――善と悪
  8. 鋼鉄の猛威――灼熱する闘争の血 (Arrange ver.)
  9. Dr.SONICBOOM
  10. 再生神獄――PROVIDENCE LOST
  11. 地球皇帝賛美
  12. 百禍狂乱――腐爛する憎悪
  13. 剣嵐剣舞――BLADE DANCE
  14. 超人紳士決戦
  15. 闇黒の絶対者――Embryo Phantasm (Arrange ver.)
  16. 血の誇り高き騎士
  17. D×D――光射す世界に涙を救わぬ正義無し
  18. Athleta Aeternum――宇宙の中心で魔を断つ剣
  19. ANGEL'S LADDER (Short ver.)

### 漫画
『月刊コンプエース』（発行：角川書店）2007年12月号（2007年10月26日発売）にて連載されたが、休載となった。漫画執筆は不破。

### カードゲーム
ChaosTCG
ブロッコリーのトレーディングカードゲーム、ChaosTCGに参戦している。収録エキスパンションは、OS:ニトロプラス2.00など。
Lycee
シルバーブリッツのトレーディングカードゲーム、Lyceeに参戦している。収録エキスパンションは、Nitoroplus1.0など。

### 客演作品
ニトロ+ロワイヤル -ヒロインズデュエル-
2007年9月28日発売。アナザーブラッドが隠しプレイアブルキャラクターとして登場する。
ニトロプラス ブラスターズ -ヒロインズ インフィニット デュエル-
2015年4月30日発売。アナザーブラッドがパートナーキャラクターとして登場する。